# Northlands Coliseum

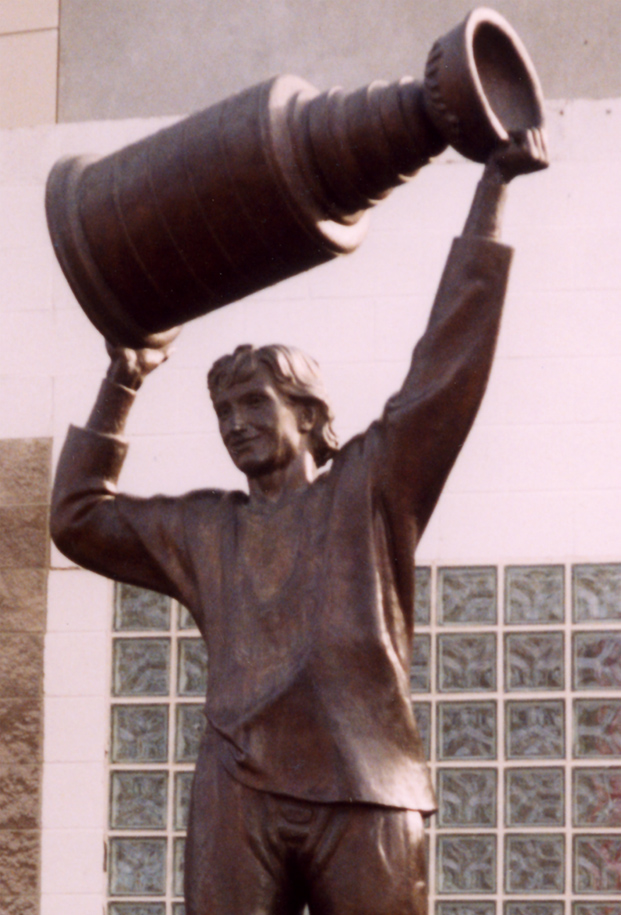
Wayne Gretzky står staty utanför arenan.

Northlands Coliseum (ursprungligt namn; senare känd som Edmonton Coliseum, Skyreach Centre, Rexall Place) var Edmonton Oilers hemmaarena i Edmonton, Kanada till och med 6 april 2016. Arenan öppnades 1974 och rymmer nästan 17 000 personer. 2017 års världsmästerskap i curling för herrar hölls här. Efter 2016 används arenan för mindre issporter och konserter.